# Basigona athesina
Basigona athesina är en mångfotingart som först beskrevs av Fedrizzi 1877.  Basigona athesina ingår i släktet Basigona och familjen knöldubbelfotingar. Inga underarter finns listade i Catalogue of Life.